# Napoleon Chagnon
Napoleon A. Chagnon, född 27 augusti 1938 i Port Austin i Michigan, död 21 september 2019 i Traverse City i Michigan, var en amerikansk antropolog.
Chagnon är mest känd för sina etnografiska fältstudier hos Yanomami-folket, sina bidrag inom evolutionsteori och kulturantropologi, samt sina studier om krigföring. Han är också en av föregångarna inom sociobiologi.
Chagnon har av Patrick Tierney anklagats för att tillsammans med James Neel förvärrat en mässlingsepidemi hos Yanomamifolket. Detta behandlas bl.a. i dokumentärfilmen Secrets of the Tribe (av José Padilha) från 2010. Anklagelserna var grundlösa.